# Journalisme économique
Le journalisme économique ou journalisme d'affaires, est une forme de journalisme qui se consacre à la couverture de l’actualité économique et financière.  Les sujets couvrent largement l'ensemble du champ de toutes les activités commerciales liées à l'économie .
Les journalistes qui travaillent dans cette branche sont classés comme « journalistes d'affaires ». Leur tâche principale est de recueillir des informations sur les événements actuels liés aux affaires. Ils peuvent également couvrir les processus, les tendances, les conséquences et les personnes importantes du monde des affaires et diffuser leur travail à travers tous les types de médias.
Le journalisme d'affaires, bien que courant dans la plupart des pays industrialisés , joue un rôle très limité dans les pays du tiers-monde et en développement . Cela laisse les citoyens de ces pays dans une position très désavantagée aux niveaux local et international.